# デジデラタ (小惑星)
デジデラタ (344 Desiderata) は、小惑星帯にあるとても大きな小惑星。C型小惑星に分類され、炭素化合物からできていると考えられている。
1892年11月15日にオーギュスト・シャルロワがニースで発見し、19世紀前半のスウェーデン＝ノルウェー王妃デジレ・クラリー（スウェーデン名デジデリア）に因んで名付けられた。
一部の研究者は、デジデラタに代表される小規模な小惑星族が存在すると考えている。この族のメンバーと目される小惑星は概して離心率が大きく（平均0.35強）、いくつかは火星横断小惑星である。